# Simon Poelman
Simon Roderick Poelman (ur. 27 maja 1963 w Hamilton) – nowozelandzki lekkoatleta, wieloboista, trzykrotny medalista igrzysk Wspólnoty Narodów, dwukrotny olimpijczyk.

## Kariera sportowa
Zdobył brązowy medal w dziesięcioboju, przegrywając tylko z Daleyem Thompsonem z Anglii i Dave’em Steenem z Kanady na igrzyskach Wspólnoty Narodów w 1986 w Edynburgu. Zajął 6. miejsce w tej konkurencji na mistrzostwach świata w 1987 w Rzymie i 16. miejsce na igrzyskach olimpijskich w 1988 w Seulu.
Na igrzyskach Wspólnoty Narodów w 1990 w Auckland wywalczył srebrny medal w dziesięcioboju (za Mikiem Smithem z Kanady, a przed Eugene’em Gilkesem z Anglii) oraz brązowy medal w skoku o tyczce (za Simonem Arkellem z Australii i Ianem Tullettem z Anglii). Ponownie zajął 6. miejsce w dziesięcioboju na mistrzostwach świata w 1991 w Tokio. Nie ukończył tej konkurencji na igrzyskach olimpijskich w 1992 w Barcelonie ani na igrzyskach Wspólnoty Narodów w 1994 w Victorii. Na mistrzostwach świata w 1995 w Göteborgu zajął w dziesięcioboju 13. miejsce, a na  igrzyskach Wspólnoty Narodów w 1998 w Kuala Lumpur 11. miejsce.
Poelman zdobył 21 tytułów mistrza Nowej Zelandii:
- dziesięciobój – 1983/1984, 1984/1985, 1985/1986, 1986/1987, 1989/1990, 1990/1991 i 1991/1992
- bieg na 100 metrów – 1987/1988
- bieg na 110 metrów przez płotki – 1984/1985, 1985/1986, 1986/1987, 1987/1988, 1991/1992, 1993/1994 i 1995/1996
- skok o tyczce: – 1985/1986, 1986/1987 i 1987/1988
- skok w dal – 1987/1988 i 1988/1989
- pchnięcie kulą – 1990/1991

Ośmiokrotnie poprawiał rekord Nowej Zelandii w dziesięcioboju do wyniku 8359 punktów (według obecnej punktacji 8366 punktów), uzyskanego 22 marca 1987 w Christchurch i raz w skoku o tyczce wynikiem 5,22 m, uzyskanym 11 marca 1990 w Wellington. Wynik Poelmana w dziesięcioboju jest aktualnym (październik 2020) rekordem Nowej Zelandii.
Pozostałe rekordy życiowe Poelmana:
- bieg na 110 metrów przez płotki – 14,10 s (28 marca 1987, Sydney)
- skok o tyczce – 5,22 m (11 marca 1990, Wellington)
- skok w dal – 7,56 m (7 marca 1987, Wellington)
- pchnięcie kulą – 16,23 m (19 grudnia 1987, Christchurch)